# 산마리노 축구 연맹
산마리노 축구 연맹 (FSGC)(이탈리아어: Federazione Sammarinese Giuoco Calcio; F.S.G.C.)는 산마리노의 축구 협회이다. 1931년에 설립되었고 FIFA와 UEFA에는 1988년에 가입했다. 현 회장은 조르조 크레셴티니이다. 산마리노 축구 리그(캄피오나토 삼마리네세), 리그컵(코파 티타노), 슈퍼컵(트로페오 페데랄레) 그리고 산마리노 축구 국가대표팀을 조직했다. 산마리노 시에 본부로 두고 있다.
산마리노 축구 협회는 또한 이탈리아 축구 리그 4부 리그(세리에 C2)에 속해있는 산마리노 칼초를 창단하는데 도움을 주기도 했다.